# La Prenyanosa
La Prenyanosa és una entitat de població al terme de Cervera, a la comarca de la Segarra. El poble, situat en un coster a l'esquerra del riu Sió, a 3 km de Cervera i a 12 km de Guissona, té al voltant d'una vintena de cases disposades sobre el pendent de la vall. Una carretera l'envolta des del pla superior a la vall, i la connecta amb la carretera local L-311. Presideix el conjunt una casa de tipus senyorial, amb una robusta torre de planta rectangular, però molt modificada com a estatge de pagès. L'església parroquial, dedicada a Sant Miquel, conserva alguna paret de la construcció romànica, i al seu costat hi ha el cementiri que es troba una mica separat del nucli de cases.

## Història
La primera referència escrita de la Prenyanosa apareix l'any 1024 en una afrontació del terme de Guissona. El 1099 figura en l'acta de consagració de l'església de Guissona. Al segle xii passa sota el domini del llinatge dels Fluvià i del monestir de Solsona. El 1262 Guillem de Fluvià ven al prepòsit de Solsona, Ponç, tot el que té a la Prenyanosa, i des d'aquell moment el poble forma part del patrimoni eclesiàstic solsoní i són els prepòsits i abats de Solsona qui nomenen el batlle. Als primers temps hi tenen un castlà, com Jaume Ros, del que se'n té constància l'any 1311. Al segle xiv intenta, juntament amb Malgrat, fer-se veïna de Cervera i pertànyer a la hoste de la vila.
Fins a l'any 1972 forma un municipi propi del qual és cap. L'antic terme incloïa la Cardosa, Castellnou d'Oluges, Malgrat, Queràs i Sant Miquel de Tudela.